# New Glarus, Wisconsin
New Glarus là một làng thuộc quận Green, tiểu bang Wisconsin, Hoa Kỳ. Năm 2006, dân số của làng này là 2111 người.